# Калькуксу
Калькуксу (кор. 칼국수) — корейська локшина, що складається з локшини ручної роботи, нарізаної ножем з пшеничного борошна, яка подається у великій мисці з бульйоном та іншими інгредієнтами. . Традиційно вважається сезонною їжею, вживається найчастіше влітку. Його назва походить від того, що локшину не видавлюють і не прядуть, а ріжуть.

## Історія
Записи про локшину можна знайти в документах епохи Корьо, але описи розпливчасті, а природа локшини не ясна. У документі 12 століття Корьо догьон (кор. 고려도경; ханджа: 高麗圖經) згадується, що локшину їли лише в особливих випадках, оскільки пшеничне борошно було дуже дорогим, тому що його імпортували з Китаю. Опис приготування можна знайти в пізнішому документі — книзі «Кращі нові методи приготування їжі Чосон» (кор. 조선무쌍신식요리제법; Ханджа: 朝鮮無雙新式料理製), написаній у 1924 р. У книзі рецептів Чосона, перед додаванням бульйону та гарніру локшину відварюють і промивають у холодній воді. Цей метод відрізняється від сучасної версії варіння локшини разом з бульйоном.

## Приготування та подача
Локшину готують з тіста з пшеничного борошна та яєць, іноді для текстури додають порошок меленої квасолі. Дайте тісту подихати, потім тонко розкачати і нарізати довгими смужками. Бульйон для калькуксу зазвичай готують з сушених анчоусів, молюсків і ламінарії. Іноді використовували курячий бульйон. Для отримання насиченого смаку інгредієнти тушкують протягом багатьох годин. Додають і відварюють локшину та різні овочі, найчастіше корейські кабачки, картоплю та цибулю. Зазвичай приправлену сіллю локшину подають із гарніром на вибір.

## Різновиди
- Джемуль калькуксу (제물칼국수): локшину доводять до кипіння з іншими інгредієнтами в бульйоні, замість того, щоб додавати пізніше. І локшина, і бульйон набувають густу консистенцію.
- Ссук калькуксу (쑥칼국수): полин додають у тісто під час приготування локшини. Зазвичай подають у бульйоні з анчоусів.
- Калькуксу з бобів мунг (녹두칼국수): відварені боби подрібнюють, просіюють і додають у тісто для локшини.
- Кальгуксу з гарбуза (호박칼국수): локшину готують із сумішшю червоної квасолі та рису, схожою на кашу, і подають у вирізаному гарбузі. Фірмова страва Чхунчхон.
- Кальгуксу з насіння перилли (들깨칼국수): дрібно подрібнені насіння перилли додають у бульйон. Приправлений соєвим соусом і прикрашений кабачками та грибами шиітаке.
- Кальгуксу з фазана і гречки (꿩메밀 칼국수): бульйон готують з фазана, а локшину — з гречаного борошна.
- Гороховий Кальгуксу (완두콩칼국수): горох відварюють, просіюють і додають у бульйон. Приправлений подрібненим часником.
- Кальгуксу з Маленьким восьминогом (밀국낙지칼국수): невеликий восьминіг готується всередині кабачків, а потім нарізається, щоб додати до локшини та бульйону.
- Кальгуксу з Сосновим грибом (송이버섯칼국수): соснові гриби нарізають і додають до інших овочів під час відварювання. Спеціальність із регіону Каннин.
- Равликовий Кальгуксу (고둥칼국수): прісноводні равлики варять і перетирають у бульйон, а також додають локшину.
- Пшоняний Кальгуксу (조밥칼국수): фірмова страва з регіону Андон, локшина подається з рисом з проса та ссамом. Локшина виготовляється із суміші порошку квасолі та борошна. Страву подають із приправним соусом із соєвого соусу, подрібненого часнику, зеленої цибулі, порошку червоного чилі, кунжутної олії та кунжутної солі.
- Андон Кальгуксу (안동칼국수): особливість регіону Андон . При виготовленні локшини в борошно додають порошок меленої квасолі. Бульйон зазвичай готують з курки.